# Henry Donneaud
Henry Donneaud est un dominicain et théologien français. 

## Biographie
Henry Donneaud, né en 1960, est un religieux de la province dominicaine de Toulouse, professeur de théologie fondamentale à l'Institut catholique de Toulouse. Il a été prieur du couvent de Toulouse de 1998 à 2003, supérieur de la maison St-Dominique de Port-au-Prince en 2003-2004,  puis prieur du couvent de Marseille de 2005 à 2008. Il a exercé la charge de régent des études de sa province de 2015 à 2023. 

### Communauté des Béatitudes
En octobre 2010, il est nommé Commissaire pontifical de la communauté des Béatitudes, pour mener un processus de restructuration à la suite d'accusations de dérives sectaires. Sous sa gouvernance, la communauté reconnaît que « des actes très graves ont été commis, par lesquels des enfants et adolescents ont été irrémédiablement blessés »,. La première assemblée générale élective selon les nouveaux statuts a lieu en octobre 2015. Il cesse alors son mandat de commissaire pontifical mais est nommé assistant apostolique auprès de la communauté
À la suite des nouvelles révélations d'abus au sein de la communauté, rendues publiques en janvier 2023, il déclare « ne pas avoir eu vent de ces faits prescrits ».

### Dominicaines du Saint-Esprit
Le 11 septembre 2021, le pape François le nomme assistant apostolique de l'Institut des Dominicaines du Saint-Esprit,. À la suite d'une crise de gouvernance interne, le père dominicain Benoît-Dominique de La Soujeole avait dirigé l'institut de 2013 à 2016, avant de se faire révoquer par la Commission pontificale Ecclesia Dei. Selon Henry Donneaud, « On l’a brusquement déjugé comme un malpropre, en 2016, pour d’obscures raisons. Le Saint-Siège ne traite pas d’ordinaire de la sorte ceux qui travaillent à son service ». Henry Donneaud critique cette commission, en indiquant que « Mon sentiment, c’est que les membres d’“Ecclesia Dei” manquaient de compétence en matière de gouvernement et d’accompagnement des personnes. Ce qui les intéressait, à mon avis, c’était surtout la question liturgique et le soutien au milieu traditionaliste. C’était d’ailleurs la raison d’être de leur commission. »
En 2023, il est régent des études de la province dominicaine de Toulouse,.
En mars 2025, il est élu et confirmé doyen de la faculté de théologie de l'Institut catholique de Toulouse

### Publications
- Théologie et intelligence de la foi au XIIIe siècle, Paris, Parole et Silence, coll. « Bibliothèque de la Revue thomiste – Études » (no 1), 2006, 845 p.
- Henry Donneaud, « La Communauté des Béatitudes : de l'appel monastique au témoignage missionnaire », Bulletin de Littérature ecclésiastique, vol. 116, no 3,‎ 2015, p. 99-115 (lire en ligne, consulté le 16 mars 2023)
- Henry Donneaud, « Liberté et obéissance dans les communautés nouvelles », Communio, vol. 254, no 6,‎ 2017, p. 39-52 (DOI 10.3917/commun.254.0039, lire en ligne, consulté le 16 mars 2023)
- Histoire et Théologie. Thomistes en dialogue, XIXe – XXe siècle  (préf. Étienne Fouilloux, postface Serge-Thomas Bonino), Nancy, Éd. Arbre bleu, 2021, 573 p.
- Henry Donneaud, « Le pape François, garant de la doctrine liturgique de St Pie V », Nouvelle revue théologique, vol. 144, no 1,‎ 2022, p. 38-54 (DOI 10.3917/nrt.441.0038, lire en ligne, consulté le 16 mars 2023)
- Henry Donneaud, « Recension de P. Kwasniewski, La véritable obéissance dans l’Église : Un guide de discernement pour temps difficile, Poitiers, Dominique Marti Morin, 2022 », Revue thomiste, vol. 123,‎ 2023, p. 203-208 (lire en ligne)
- Henry Donneaud, « Jean-Luc Marion, lecteur de Thomas d’Aquin sur la sacra doctrina », Revue thomiste, vol. 124,‎ 2024, p. 423-455 (HAL hal-04771916v1).
- Voir aussi « Henry Donneaud », sur ict-toulouse.academia.edu (consulté le 16 mars 2023)